# Коледна история по Коледа
„Коледна история по Коледа“ (на английски: A Christmas Story Christmas) е американска коледна комедия от 2022 г. на режисьора Клей Кайтис, който е съсценарист със Ник Шенк, който е един от изпълнителните продуценти. Той трябваше да бъде легендарно продължение на „Коледна история“ през 1983 г., и служи като осмия филм в поредицата за семейство Паркър. Снимките започват в края на февруари 2022 г. Филмът е сниман в Унгария и България.
Той е пуснат в Съединените щати на 17 ноември 2022 г. в стрийминг платформата „Ейч Би О Макс“ и „Уорнър Брос Пикчърс“.

## Актьорски състав
- Питър Билингсли – Ралф Паркър
- Джули Хагърти – г-жа Паркър, майка на Ралф
- Иън Петрела – Ранди Паркър, брат на Ралф
- Скот Шварц – Флик, един от приятелите на Ралф в детството
- Р. Д. Роб – Шварц, един от приятелите на Ралф в детството
- Зак Уорд – Скът Фаркъс, побойникът на Ралф в детството
- Ерин Хейс – Санди Паркър, съпруга на Ралф
- Ривър Дрош – Марк Паркър, син на Ралф
- Джулиана Лейн – Джули Паркър, дъщеря на Ралф
- Дейвид Гилеспи – дядо Коледа
- Бен Дискин (глас)
- Мариана Иванова Станишева
- Любомир Нейков
- Нейтън Купър

## Каскадьори
- Антон Порязов[4][5]